# Ejstrupholm
Ejstrupholm is een plaats in de Deense regio Midden-Jutland, gemeente Ikast-Brande, en telt 1711 inwoners (2008).